# Bettant
Bettant település Franciaországban, Ain megyében. Lakosainak száma 762 fő (2022. január 1.). Bettant Ambérieu-en-Bugey, Ambutrix, Saint-Denis-en-Bugey, Torcieu és Vaux-en-Bugey községekkel határos.

## Népesség
A település népességének változása:
| Lakosok száma | 567  | 594  | 703  | 707  | 746  | 753  | 748  | 748  | 748  | 762  |
|               | 1968 | 1982 | 1990 | 2006 | 2013 | 2015 | 2017 | 2019 | 2020 | 2022 |